# Xét nghiệm máu
Xét nghiệm máu là phân tích phòng thí nghiệm được thực hiện trên mẫu máu thường được lấy từ tĩnh mạch trong cánh tay bằng cách sử dụng kim tiêm dưới da hoặc thông qua lấy máu đầu ngón tay. Nhiều xét nghiệm cho các thành phần máu cụ thể, chẳng hạn như xét nghiệm glucose hoặc xét nghiệm cholesterol, thường được nhóm lại thành một bảng thử nghiệm được gọi là bảng máu hoặc công tác máu. Các xét nghiệm máu thường được sử dụng trong chăm sóc sức khỏe để xác định các trạng thái sinh lý và sinh hóa, chẳng hạn như bệnh, khoáng chất, hiệu quả dược phẩm, và chức năng cơ quan. Các bảng máu lâm sàng điển hình bao gồm bảng chuyển hóa cơ bản hoặc công thức máu toàn phần. Xét nghiệm máu cũng được sử dụng trong kiểm tra ma túy để phát hiện lạm dụng thuốc. Ở một số nước như Mỹ, cần phải thử máu trước khi kết hôn.

## Lấy máu

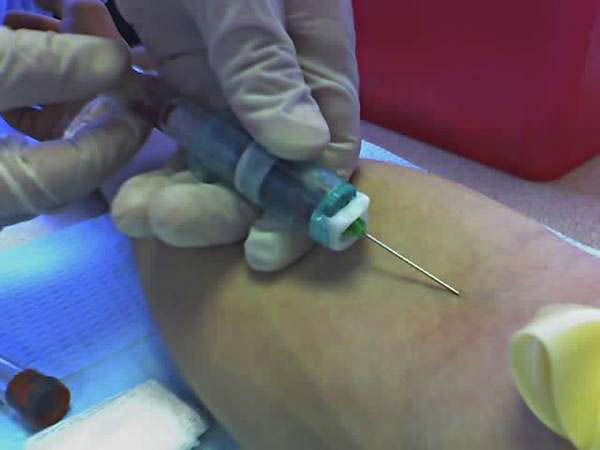
Lấy máu tĩnh mạch sử dụng một ống thu gom máu

Tĩnh mạch rất hữu ích vì đây là cách xâm lấn tối thiểu để lấy tế bào và dịch ngoại bào (huyết tương) từ cơ thể để phân tích. Máu chảy khắp cơ thể, hoạt động như một phương tiện cung cấp oxy và chất dinh dưỡng cho các mô và mang các chất thải trở lại hệ thống bài tiết để xử lý. Do đó, tình trạng của dòng máu ảnh hưởng, hoặc bị ảnh hưởng bởi nhiều điều kiện y tế. Vì những lý do này, xét nghiệm máu được thực hiện phổ biến nhất xét nghiệm y tế.
Nếu chỉ cần một vài giọt máu, lấy máu đầu ngón tay được thực hiện thay vì lấy máu từ tĩnh mạch.
Thủ thuật mở tĩnh mạch, bác sĩ phòng thí nghiệm và y tá là những người chịu trách nhiệm trích máu từ bệnh nhân. Tuy nhiên, trong những trường hợp đặc biệt và tình huống khẩn cấp, paramFor s và bác sĩ sẽ trích máu. Ngoài ra, nhà trị liệu hô hấp được đào tạo để lấy máu động mạch để kiểm tra các khí máu động mạch.

## Các loại xét nghiệm

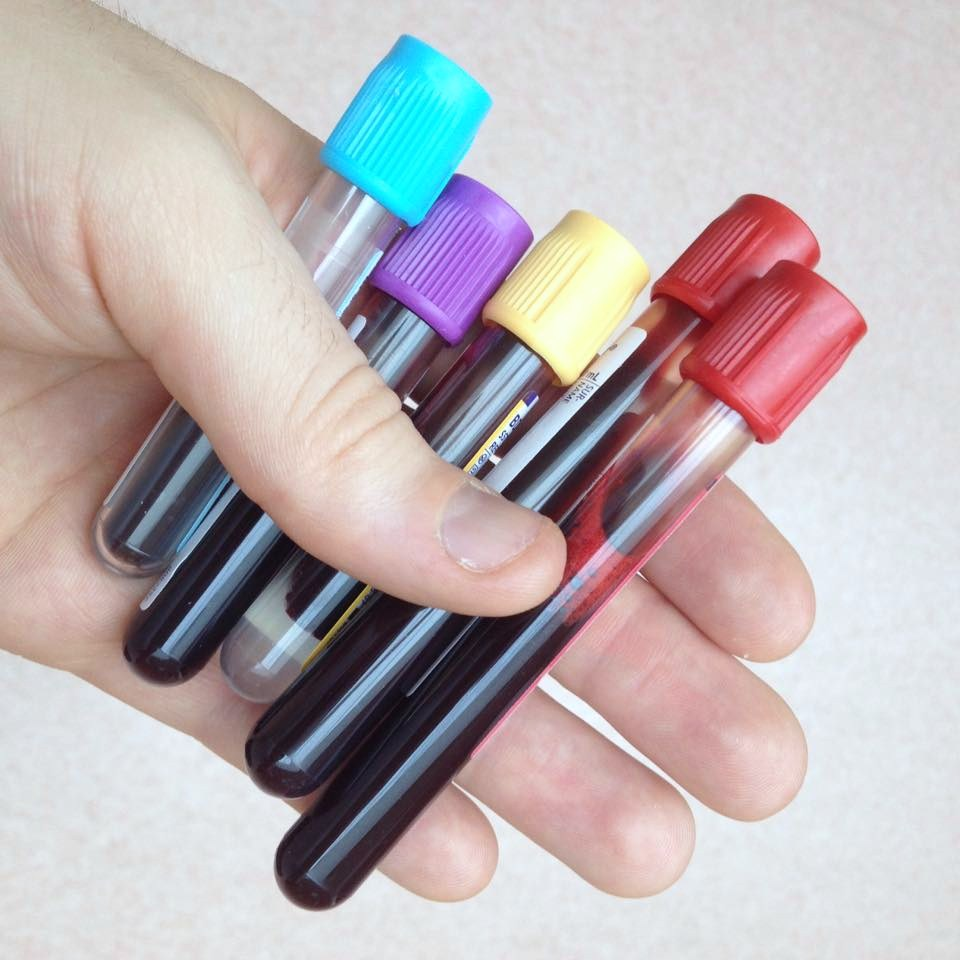
Ông thu gom máu dùng trong việc lấy máu. Trong quá trình lấy máu tĩnh mạch, chênh lệch áp suất giữa tĩnh mạch và chân không trong Vacutainer buộc máu vào ống.

### Phân tích sinh hóa
Một bảng chuyển hóa cơ bản đo natri, kali, chloride, bicacbonat, nitơ urê máu (BUN), magie, creatinin, glucose và đôi khi calci. Các xét nghiệm tập trung vào mức cholesterol có thể xác định mức LDL và cholesterol HDL, cũng như mức triglixerit.

## Lấy máu
Máu chảy khắp cơ thể, hoạt động như một phương tiện cung cấp oxy và chất dinh dưỡng cho các mô và mang các chất thải trở lại hệ thống bài tiết để xử lý. Do đó, tình trạng của dòng máu ảnh hưởng, hoặc bị ảnh hưởng bởi, nhiều điều kiện y tế. Vì những lý do này, xét nghiệm máu được thực hiện phổ biến nhất xét nghiệm y tế.
Một số xét nghiệm, chẳng hạn như xét nghiệm đo glucose hoặc hồ sơ lipid, yêu cầu nhịn ăn (hoặc không tiêu thụ thực phẩm) 8 đến 12 giờ trước khi lấy mẫu máu.
Đối với phần lớn các xét nghiệm, máu thường được lấy từ tĩnh mạch của bệnh nhân. Các xét nghiệm chuyên ngành khác, chẳng hạn như xét nghiệm khí máu động mạch, yêu cầu lấy máu từ động mạch. Phân tích khí máu của máu động mạch chủ yếu được sử dụng để theo dõi nồng độ carbon dioxide và oxy liên quan đến chức năng phổi, nhưng cũng được sử dụng để đo máu pH và bicacbonat mức độ cho các điều kiện trao đổi chất nhất định.
Mặc dù xét nghiệm glucose thường xuyên được thực hiện tại một thời điểm nhất định, kiểm tra dung nạp glucose bao gồm kiểm tra lặp đi lặp lại để xác định tốc độ glucose được cơ thể xử lý.

#### Phạm vi bình thường
Kết quả xét nghiệm máu phải luôn được diễn giải bằng các phạm vi được cung cấp bởi phòng thí nghiệm thực hiện xét nghiệm. Phạm vi ví dụ được hiển thị dưới đây.
| Xét nghiệm        | Thấp | Cao | Đơn vị | Ghi chú                      |
| ----------------- | ---- | --- | ------ | ---------------------------- |
| Natri (Na)        | 134  | 145 | mmol/L |                              |
| kali (K)          | 3.5  | 5.0 | mmol/L |                              |
| Urê               | 2.5  | 6.4 | mmol/L | Nitơ urê trong máu           |
| Urea              | 15   | 40  | mg/dL  |                              |
| Creatinine - nam  | 62   | 115 | μmol/L |                              |
| Creatinine - nữ   | 53   | 97  | μmol/L |                              |
| Creatinine - nam  | 0.7  | 1.3 | mg/dL  |                              |
| Creatinine - nữ   | 0.6  | 1.2 | mg/dL  |                              |
| Glucose (lúc đói) | 3.9  | 5.8 | mmol/L | Xem thêm glycated hemoglobin |
| Glucose (lúc đói) | 70   | 120 | mg/dL  |                              |

#### Chữ viết tắt phổ biến
Sau khi hoàn thành phân tích xét nghiệm máu, bệnh nhân có thể nhận được một báo cáo với chữ viết tắt xét nghiệm máu. Ví dụ về viết tắt xét nghiệm máu phổ biến được hiển thị dưới đây.
| Viết tắt      | Đại diện cho                                     | Mô tả |
| ------------- | ------------------------------------------------ | --- |
| HDL           | Lipoprotein mật độ cao                           | Mức "cholesterol tốt" trong máu (tỷ lệ HDL: LDL thường có ý nghĩa hơn so với giá trị thực tế)                              |
| LDL           | Lipoprotein mật độ thấp                          | Mức "cholesterol xấu" trong máu (tỷ lệ HDL: LDL thường có ý nghĩa hơn so với giá trị thực tế)                              |
| CRP           | Protein phản ứng C                               | Mức độ viêm với cơ thể. Nếu hệ thống miễn dịch chống lại nhiễm trùng hoặc bệnh tật, CRP sẽ cao hơn.                        |
| CBC (UK: FBC) | Đếm máu toàn phần (Anh: Công thức máu toàn phần) | Phân tích 15 bài kiểm tra máu khác nhau để cung cấp thông tin về sức khỏe tổng thể.                                        |
| TSH           | Hormone kích thích tuyến giáp                    | Tuyến giáp điều hòa chức năng trao đổi chất. Mức thấp có thể dẫn đến giảm cân, trong khi mức cao dẫn đến tăng cân.         |
| ESR           | Tốc độ lắng của hồng cầu                         | Cho biết thời gian cần thiết để các tế bào hồng cầu di chuyển xuống đáy ống. Điều này cho thấy dấu hiệu viêm trong cơ thể. |
| INR           | Tỷ lệ chuẩn hóa quốc tế                          | Đây là xét nghiệm đông máu.                                                                                                |
| LFT           | Kiểm tra chức năng gan                           | Thử nghiệm này cho thấy mức độ của các chất thải, enzym và protein được xử lý bởi gan.                                     |
| U+E           | Urê và chất điện giải                            | Xét nghiệm này được thực hiện để đo chức năng của thận.                                                                    |
| CMP           | Bảng chuyển hóa toàn diện                        | Phân tích này cung cấp một bức tranh tổng thể về sự trao đổi chất và cân bằng hóa học của cơ thể.                          |
| WBC           | Đếm tế bào bạch cầu                              | Mức độ của các tế bào bạch cầu.                                                                                            |
| RBC           | Đếm tế bào hồng cầu                              | Mức độ của các tế bào hồng cầu.                                                                                            |
| HBC           | Hemoglobin                                       | Mức độ của các phân tử huyết sắc tố.                                                                                       |
| HCT           | Hematocrit                                       | Tương tự như RBC nhưng theo tỷ lệ phần trăm.                                                                               |
| PLT           | Tiểu cầu                                         | Nồng độ tiểu cầu trong máu.                                                                                                |